# WTA Elite Trophy 2015 – ženská dvouhra
Soutěže ženské dvouhry na WTA Elite Trophy 2015 v jihočínském městě Ču-chaj se účastnilo dvanáct tenistek z 9.–19. místa žebříčku WTA, spolu s jednou hráčkou startující na divokou kartu, v tomto případě kartu dostala domácí Čeng Saj-saj.
Několik tenistek, které měly původně na turnaji startovat, se však kvůli zranění odhlásily. Švýcarky Timea Bacsinszká a Belinda Bencicová se z turnaje odhlásily pro zranění levého kolene, respektive pravé ruky, Běloruska Viktoria Azarenková zase pro potíže se stehnem. Z dalších tenistek pak ze zdravotních důvodů odmítly startovat také: Jekatěrina Makarovová (zranění nohy), Srbka Ana Ivanovićová a Samantha Stosurová.
Vítězkou se stala 35letá nejstarší účastnice a nejvýše nasazené hráčka turnaje Venus Williamsová, jež ve finále zdolala turnajovou trojku Karolínu Plíškovou po více než dvou hodinách výsledkem 7–5 a 7–6. V úvodní sadě vedla Američanka už 4–1 na gemy, ale Češka se zmátořila, srovnala na 4–4 a v jedenácté hře měla dokonce brejkbol, který však nevyužila a v následném gemu přišla podruhé v utkání o servis a tím i o set. Ve druhém setu zase odskočila Plíšková, když se dostala do trháku 4–2, avšak tentokrát náskok neudržela zase ona. O vítězce sady musel rozhodnout tie-break, v němž byla šťastnější Williamsová, když hned svůj první mečbol dokázala vítězným prohozem proměnit.
V probíhající sezóně si připsala po triumfech v Aucklandu a Wu-chanu třetí turnajové vítězství, které představovalo čtyřicátý osmý singlový titul na okruhu WTA Tour.
Během slavnostního ceremoniálu pogratulovala česká tenistka vítězce: „Venus hrála neuvěřitelně, a i když jsem to nedotáhla, tak jsem na sebe pyšná. Hrála jsem tady výborně a mám za sebou skvělý týden.“ Ta jí poklonu odvětila: „Karolína si taky zasloužila vyhrát. Měla jsem na konci jen více štěstí.“

## Nasazení hráček
1. Venus Williamsová (vítězka)
2. Carla Suárezová Navarrová (základní skupina)
3. Karolína Plíšková (finále)
4. Roberta Vinciová (semifinále)
5. Caroline Wozniacká (základní skupina, odstoupila kvůli zranění levého zápěstí)
6. Sara Erraniová (základní skupina)
7. Madison Keysová (základní skupina)
8. Elina Svitolinová (semifinále)
9. Jelena Jankovićová (základní skupina)
10. Andrea Petkovicová (základní skupina)
11. Světlana Kuzněcovová (základní skupina)
12. Čeng Saj-saj (základní skupina)

## Náhradnice
1. Anna Karolína Schmiedlová (nahradila Wozniackou, základní skupina)
2. Kristina Mladenovicová (nenastoupila)

## Soutěž
| Legenda                                                       |                                                                        |                                                   |
| - Q – kvalifikant - WC – divoká karta - LL – šťastný poražený | - Alt – náhradník - SE – zvláštní výjimka - PR/SR – žebříčková ochrana | - w/o – bez boje - r – skreč - d – diskvalifikace |

### Finálová fáze
|  | Semifinále | Semifinále        | Semifinále        | Semifinále | Semifinále |                   |                   | Finále | Finále | Finále | Finále | Finále |
|  |            |                   |                   |            |            |                   |                   |        |        |        |        |        |
|  | 1          | Venus Williamsová | 6                 | 6          |            |                   |                   |        |        |        |        |        |
|  | 4          | Roberta Vinciová  | 2                 | 2          |            |                   |                   |        |        |        |        |        |
|  | 4          | Roberta Vinciová  | 2                 | 2          |            | 1                 | Venus Williamsová | 7      | 78     |        |        |        |
|  |            |                   |                   |            |            | 1                 | Venus Williamsová | 7      | 78     |        |        |        |
|  |            | 3                 | Karolína Plíšková | 5          | 6          |                   |                   |        |        |        |        |        |
|  | 3          | 3                 | Karolína Plíšková | 5          | 6          | Karolína Plíšková | 6                 | 6      |        |        |        |        |
|  | 3          |                   |                   |            |            | Karolína Plíšková | 6                 | 6      |        |        |        |        |
|  | 8          | Elina Svitolinová | 3                 | 1          |            |                   |                   |        |        |        |        |        |

### Skupina A
|        |                   | Williamsová        | Keysová            | Čeng          | Zápasy      | Sety         | Hry            | Pořadí |
| 1.     | Venus Williamsová |                    | 3–6, 7–6(7–5), 6–1 | 4–6, 6–1, 6–1 | 2–0 (100 %) | 4–2 (66,7 %) | 32–21 (60,4 %) | 1.     |
| 7.     | Madison Keysová   | 6–3, 6–7(5–7), 1–6 |                    | 6–3, 6–2      | 1–1 (50 %)  | 3–2 (60 %)   | 25–21 (54,3 %) | 2.     |
| 12./WC | Čeng Saj-saj      | 6–4, 1–6, 1–6      | 3–6, 2–6           |               | 0–2 (0 %)   | 1–4 (20 %)   | 13–28 (31,7 %) | 3.     |

### Skupina B
|     |                           | Suárezová Navarrová | Svitolinová        | Petkovicová   | Zápasy      | Sety       | Hry            | Pořadí |
| 2.  | Carla Suárezová Navarrová |                     | 7–6(7–4), 1–6, 3–6 | 6–0, 6–0      | 1–1 (50 %)  | 3–2 (60 %) | 23–18 (56,1 %) | 2.     |
| 8.  | Elina Svitolinová         | 6–7(4–7), 6–1, 6–3  |                    | 7–6(7–4), 6–3 | 2–0 (100 %) | 4–1 (80 %) | 31–20 (60,8 %) | 1.     |
| 10. | Andrea Petkovicová        | 0–6, 0–6            | 6–7(4–7), 3–6      |               | 0–2 (0 %)   | 0–4 (0 %)  | 9–25 (26,5 %)  | 3.     |

### Skupina C
|    |                    | Plíšková      | Erraniová | Jankovićová   | Zápasy      | Sety         | Hry            | Pořadí |
| 3. | Karolína Plíšková  |               | 6–0, 6–3  | 6–4, 3–6, 6–2 | 2–0 (100 %) | 4–1 (80,0 %) | 27–15 (64,3 %) | 1.     |
| 6. | Sara Erraniová     | 0–6, 3–6      |           | 4–6, 5–7      | 0–2 (0 %)   | 0–4 (0 %)    | 12–25 (32,4 %) | 3.     |
| 9. | Jelena Jankovićová | 4–6, 6–3, 2–6 | 6–4, 7–5  |               | 1–1 (50 %)  | 3–2 (60 %)   | 25–24 (51,0 %) | 2.     |

### Skupina D
|          |                                              | Vinciová                  | Wozniacki Schmiedlová         | Kuzněcovová                   | Zápasy                | Sety                  | Hry                        | Pořadí |
| 4.       | Roberta Vinciová                             |                           | 1–6, 0–6 (vs/ Schmiedlová)    | 6–4, 6–4                      | 1–1 (50 %)            | 2–2 (50 %)            | 13–20 (39,4 %)             | 1.     |
| 5. Náhr. | Caroline Wozniacki Anna Karolína Schmiedlová | (w/ Schmiedlová) 6–1, 6–0 |                               | 5–7, 2–2skreč (vs/ Wozniacká) | 0–1 (0 %) 1–0 (100 %) | 0–2 (0 %) 2–0 (100 %) | 7–9 (43,8 %) 12–1 (92,3 %) | X 3.   |
| 11.      | Světlana Kuzněcovová                         | 4–6, 4–6                  | 7–5, 2–2skreč (vs/ Wozniacká) |                               | 1–1 (50 %)            | 2–2 (50 %)            | 17–19 (47,2 %)             | 2.     |